# Transperth C系列列車
珀斯公共运输C系列电力列车是珀斯公共运输局铁路系统的电力列车的计划类别。 新的列车将比珀斯公共运输局现有的列车更长，并且在每个车厢的每一侧将具有三个门，而不是A系列和B系列的两个门。地板将不再像A系列和B系列那样铺有地毯，而是铺上耐磨，易于清洁的地板。

## 历史
在2018年4月，西澳公共交通管理局表示有意建造41辆六车厢电力列车。入围三个联合体竞标:
- 阿尔斯通
- 庞巴迪 /  唐纳铁路
- Momentum West，一个CAF的财团和UGL铁道的联合体

2019年8月，阿尔斯通宣布中标。在西澳大利亚州的貝爾維尤建立工厂。作为珀斯城市交通網项目的一部分，将交付17列列车，用于网络扩展，而其他24列从2023年开始将替换A系列电力列车。
2019年12月，阿尔斯通发布了合同的细节以及新列车的外观的早期渲染图。根据这份价值约8亿欧元（13亿澳元）的合同，阿尔斯通将负责41列的6节电力列车和2列3节柴油列车的设计，供应，制造，测试和调试。其中包括50％的本地列车配件制造，20年的电力列车维护以及柴油列车的维护支持服务。
2021年4月3日至4月18日，Metronet在亚甘广场举办了名为“All Aboard METRONET”的展览，向公众展示了C系列单节车厢的三分之二长度模型。 这会是C系列设计的首次物理外观。这个模型展示了新的座位安排和样式，新列车将混合使用高靠背座椅和长凳座椅，带有按钮的新型车门本身以及新的图形化乘客信息显示器。
2021年6月7日（西澳大利亚日），列车制造和装配厂在贝尔维尤车厂正式启用，并移交给阿尔斯通开始制造列车。 首列列车于2022年8月14日面世，在投入客运服务之前，将在君德拉普和曼哲拉线上进行12个月的测试。Clarkson站和Butler站之间的君德拉普线沿线的测试于2022年12月23日开始。